# Budu Zivzivadze
Budu Zivzivadze (en georgià: ბუდუ ზივზივაძე ; nascut a Kutaisi el 10 de març de 1994) és un futbolista professional de Geòrgia que juga com a davanter al FC Heidenheim de la Bundesliga i a la selecció nacional de Geòrgia.

## Trajectòria a clubs

### Inicis a Geòrgia
Als 8 anys, Budu Zivzivadze va entrar a l'escola de futbol Imedi de Kutaisi. Els seus dos primers anys va jugar com a migcampista.
El 2011 es va incorporar al Dinamo Tbilisi. Durant les quatre temporades en aquest club, va jugar sobre tot amb l'equip filial participant a la Pirveli Liga. Amb 23 gols marcats en 21 partits amb el Dinamo-2 la 2013-14, Zivzivadze es va convertir en el màxim golejador. Va debutar professionalment amb el primer equip l'11 de setembre de 2014 en un partit fora de casa contra Metalurgi Rustavi com a substitut de la segona part.
El 2015, Zivzivadze va ser traspassat a un club de primera divisió, el Samtredia, on va mostrar les seves habilitats golejadores i va tenir un paper crucial en guanyar el seu primer títol de campió. El davanter va ser nomenat millor jugador de la temporada 2016.

### Dinamarca i retorn a Geòrgia
Després de triomfar a Samtredia, Zivzivadze va signar amb l'Esbjerg FB de la Superliga danesa el gener de 2017, però no va arrbiar a adaptar-se gaire al seu nou club. Va ser cedit al Dinamo Tbilisi per a la temporada 2018, on va tenir un excel·lent rendiment, marcant 28 gols en totes les competicions. Zivzivadze va compartir el premi al màxim golejador amb Giorgi Gabedava, del Chikhura Sachkhere. A més, va ser inclòs en l'equip ideal de la temporada. Després de tornar a l'Esbjerg, el club va anunciar el 29 de gener de 2019 que havia rescindit el contracte de Budu Zivzivadze de manera definitiva.
Dos dies més tard, es va anunciar que havia fitxat per l'equip de la seva ciutat natal, el Torpedo Kutaisi. Zivzivadze va ser nomenat per Erovnuli Liga com el millor jugador de la segona part del campionat després de marcar vuit gols en nou partits. A causa dels problemes econòmics de l'equip, va haver de marxar del Torpedo Kutaisi sis mesos després d'haver-hi tornat.

### Hongria i Alemanya
El juliol de 2019, va fitxar pel Mezőkövesdi de la Nemzeti Bajnokság I. A final de temporada va fitxar pel Fehérvár, de Székesfehérvár.
L'11 de febrer de 2022, Zivzivadze va ser cedit per Fehérvár a Újpest fins al final de la temporada.
El 31 de gener de 2023, l'últim dia del període de transferència d'hivern 2022–23, Zivzivadze va signar amb el club de la 2. Bundesliga Karlsruher SC fins al 2025. Aquesta mitja temporada al Karlsruher, Zivzivadze va marcar dotze gols en 30 partits de lliga i es va convertir en el segon màxim golejador de l'equip després d'Igor Matanović. El jugador va millorar el seu propi registre la 2024-25 amb el mateix nombre de gols marcats en 17 partits, fet que el va convertir en el màxim golejador de la lliga a mitja temporada.
El 3 de gener de 2025, Zivzivadze va fitxar pel Heidenheim, de la primera divisió alemanya, amb un contracte de quatre anys.

## Selecció de Geòrgia
Després de passar per les categories inferiors a la selecció, finalment va debutar amb la selecció absoluta en un amistós contra l'Uzbakistan que va finalitzar amb empat a dos, amb gols de Teimuraz Shonia i Saba Lobjanidze para Geòrgia, i un doblet d'Eldor Shomurodov per part de l'Uzbekistán.1
Zivzivadze va ser l'autor dels dos gols de Geòrgia que van eliminar Luxemburg i van servir per jugar la final del play-off de repesca que va acabar amb la classificació de la selecció georgiana per a Eurocopa 2024.

## Estadístiques

### Clubs
Actualitzat a 13/08/2025
| Club                  | País      | Any       | Partits | Gols |
| --------------------- | --------- | --------- | ------- | ---- |
| Dinamo-2 Tbilsi       | Geòrgia   | 2012-2014 | 50      | 47   |
| Dinamo Tbilsi         | Geòrgia   | 2014      | 1       | 0    |
| FC Torpedo Kutaisi    | Geòrgia   | 2015      | 10      | 0    |
| FC Samtredia          | Geòrgia   | 2015-2016 | 52      | 33   |
| Esbjerg fB            | Dinamarca | 2017-2018 | 13      | 1    |
| Dinamo Tbilsi (cedit) | Geòrgia   | 2018      | 40      | 28   |
| FC Torpedo Kutaisi    | Geòrgia   | 2019      | 22      | 13   |
| Mezőkövesdi           | Hongria   | 2019-2020 | 38      | 10   |
| Fehérvár FC           | Hongria   | 2020-2022 | 68      | 21   |
| Újpest FC (cedit)     | Hongria   | 2022      | 14      | 11   |
| Fehérvár FC           | Hongria   | 2022-23   | 16      | 7    |
| Karlsruher SC         | Alemanya  | 2023-25   | 61      | 27   |
| FC Heidenheim         | Alemanya  | 2025-     | 17      | 2    |

### Selecció
| Selecció nacional | Any   | Parits | Gols |
| ----------------- | ----- | ------ | ---- |
| Georgia           | 2017  | 2      | 0    |
| Georgia           | 2018  | 2      | 0    |
| Georgia           | 2021  | 4      | 0    |
| Georgia           | 2022  | 7      | 3    |
| Georgia           | 2023  | 8      | 2    |
| Georgia           | 2024  | 11     | 3    |
| Georgia           | 2025  | 2      | 0    |
| Total             | Total | 36     | 8    |

Actualitzat 13/08/2025
| No. | Data             | Estadi                                             | Rival                | Gol | Resultat | Competició                                | Ref.   |
| --- | ---------------- | -------------------------------------------------- | -------------------- | --- | -------- | ----------------------------------------- | ------ |
| 1   | 25 Març 2022     | Bilino Polje Stadium, Zenica, Bòsnia i Hercegovina | Bòsnia i Hercegovina | 1–0 | 1–0      | Amistós                                   | [ 18 ] |
| 2   | 5 Juny 2022      | Huvepharma Arena, Ràzgrad, Bulgària                | Bulgària             | 3–1 | 5–2      | Lliga de les Nacions C 2022-23            | [ 19 ] |
| 3   | 9 Juny 2022      | Toše Proeski Arena, Skopje, Macedònia del Nord     | Macedònia            | 1–0 | 3–0      | Lliga de les Nacions C 2022-23            | [ 20 ] |
| 4   | 25 Març 2023     | Adjarabet Arena, Batumi, Geòrgia                   | Mongòlia             | 6–1 | 6–1      | Amistós                                   | [ 21 ] |
| 5   | 12 Setembre 2023 | Ullevaal Stadion, Oslo, Noruega                    | Noruega              | 1–2 | 1–2      | Classificació Eurocopa UEFA 2024          | [ 22 ] |
| 6   | 21 Març 2024     | Boris Paichadze Dinamo Arena, Tbilissi, Geòrgia    | Luxemburg            | 1–0 | 2–0      | Play-off Classificació Eurocopa UEFA 2024 |        |
| 7   | 21 Març 2024     | Boris Paichadze Dinamo Arena, Tbilissi, Geòrgia    | Luxemburg            | 2–0 | 2–0      | Play-off Classificació Eurocopa UEFA 2024 |        |
| 8   | 9 Juny 2024      | STADION POD GORICOM, Podgorica, Montenegro         | Montenegro           | 1-3 | 1-3      | Amistòs                                   | [ 23 ] |

## Palmarès

#### Samtredia
- 1 Lliga de Geòrgia: 2016

Torpedo Kutaisi
- 1 Supercopa de Geòrgia: 2019

#### Premis Individuals
2 cops màxim golejador de l'Erovnuli Liga: 2016, 2018 (compartit)
Membre de l'equip de la temporada de l'Erovnuli Liga 2018